# Pedro Mandinga
Pedro Mandinga war der Anführer einer Gruppe entflohener Sklaven an der Karibikküste Panamas in der zweiten Hälfte des 16. Jahrhunderts.

## Leben
Bekannt wurde Pedro Mandinga durch eine Allianz mit dem Freibeuter Francis Drake in den Jahren 1572 und 1573. Gemeinsames Ziel war ein Überfall auf den jährlich stattfindenden Gold- und Silbertransport über den Isthmus von Panama. Die von den Spaniern in den südamerikanischen Kolonien erbeuteten Schätze wurden auf Schiffen entlang der Pazifikküste nach Panama-Stadt transportiert und von dort auf Eseln an die Karibikküste gebracht, um dort im Hafen von Nombre de Dios, später in Portobelo, wieder nach Spanien verschifft zu werden (siehe Silberflotte).
Mandinga und Drake entschieden sich für einen Überraschungsangriff auf den Transport bei Venta Cruces, nicht weit von der Stadt Panama entfernt. Um dorthin zu gelangen, führten die Männer Mandingas die Piraten um Drake auf beschwerlichem Wege in einem mehrtägigen Marsch durch die Wildnis über den Isthmus. Unterwegs sah Drake, geleitet von Mandinga, von einem hohen Baum auf einem Bergrücken aus zum ersten Mal den Pazifischen Ozean. Am Ziel angekommen, scheiterte der Überfall jedoch aufgrund einer Unachtsamkeit eines englischen Piraten. Wieder zurück an der Karibikküste, wurde ein neuer Überfall geplant, diesmal mit der Hilfe französischer Freibeuter unter der Führung des französischen Kapitäns Guillaume Le Testu und nahe der Stadt Nombre de Dios. Der Überraschungsangriff gelang und die Piraten erbeuteten eine große Menge Gold, die Silberbarren wurden verscharrt. Auf der Flucht wurde Kapitän Le Testu schwer verletzt, von den verfolgenden Spaniern gefunden und getötet. Mandinga und Drake trafen sich ein letztes Mal auf Drakes Schiff, bevor dieser zurück nach England segelte. Drake überreichte Mandinga als Abschiedsgeschenk das Schwert Le Testus, einst im Besitz des französischen Königs Franz I. von Frankreich.
Die Existenz Pedro Mandingas ist u. a. belegt durch zwei Briefe, die heute im Archivo de Indias in Sevilla aufbewahrt werden. Im ersten Brief vom 20. Februar 1571, geschrieben in Panama von Diego de Vera, dem damaligen Gouverneur und Generalkapitän des Reyno de Tierra Firme, tritt Pedro „de tierra de mandinga“, als Zeuge auf. In seiner Erklärung berichtet er, dass er 1569 von französischen Piraten an der Mündung des Río Chagres aufgegriffen und nach Frankreich entführt, dann 1571 von denselben Piraten wieder zurück nach Panama gebracht worden sei, wo er, inzwischen der französischen Sprache mächtig, als Führer dienen sollte. Pedro ergriff die Flucht, nachdem das französische Schiff wieder den Río Chagres erreicht hatte, und stellte sich den spanischen Behörden.
Im zweiten Brief vom 14. März 1571 schreibt ein Cristóbal de Salinas dem spanischen König von Überfällen französischer und englischer Korsaren auf Schiffe auf dem Río Chagres. Er erwähnt, dass der Führer der Piraten ein Schwarzer namens Pedro Mandinga gewesen sei, der bei dem letzten Besuch der Piraten dort gefangen genommen worden war. Als die Piraten sich dem Ort Cruces näherten, sei er nach Panama geflohen, um vor den Piraten zu warnen.
Heute ist Pedro Mandinga der Name einer Rum-Marke und einer Bar in Panama-Stadt.